# Paweł Samecki

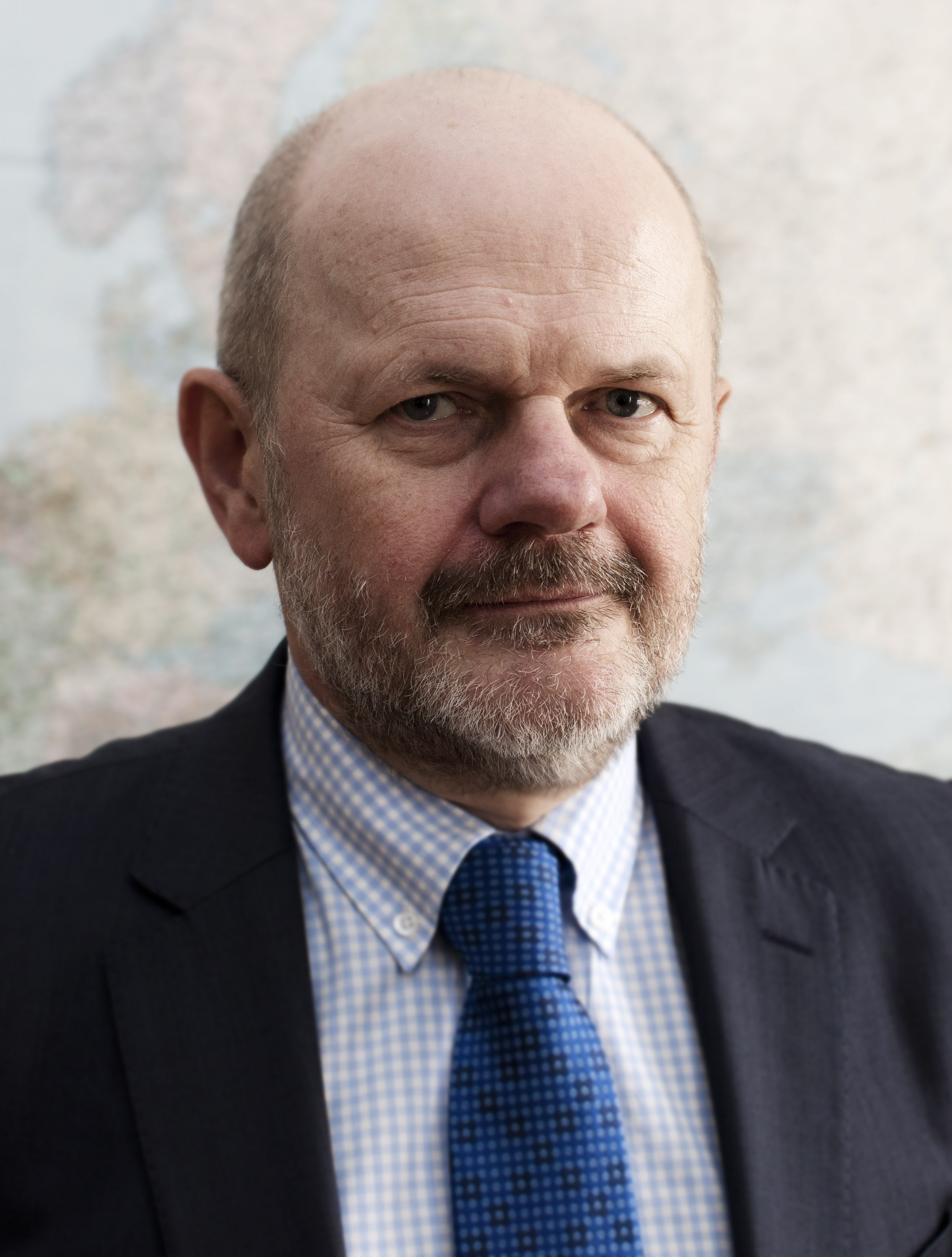
Paweł Samecki

Paweł Samecki (* 12. März 1958 in Łódź) ist ein polnischer Ökonom und Politiker.
Nach dem Studium Internationaler Wirtschaftsbeziehungen an der Universität Łódź 1981 verfolgte Samecki eine wissenschaftliche Karriere ebendort mit Forschungsaufenthalten an der London School of Economics (1990).
Von 1991 bis 2002 nahm er unterschiedliche Aufgaben in den Ministerien der polnischen Regierung wahr. Zuletzt war er im Management Board der Nationalbank Polens tätig.
Er löste Danuta Hübner ab Juli 2009 als Kommissar für Regionalpolitik in der EU-Kommission ab, die Mitglied des EU-Parlamentes wurde. Sein Nachfolger als Kommissar wurde im Februar 2010 der Österreicher Johannes Hahn.
Samecki ist verheiratet und hat einen Sohn und eine Tochter.